# Gare d'Orpington
La gare d'Orpington (en anglais : Orpington railway station), est une gare ferroviaire de la Ligne principale du Sud-Est (en), en zone 6 Travelcard. Elle  est située sur la Station Approach à Orpington, sur le territoire du  borough londonien de Bromley, dans le Grand Londres.
C'est une gare Network Rail desservie par des trains Southeastern de National Rail.